# Hoy (álbum de Axel)
Hoy es el nombre del cuarto álbum de estudio del cantautor argentino Axel, el primero para Universal Music y representa un nuevo paso en la carrera del cantante y compositor. Salió a la venta el 22 de noviembre de 2005. El mismo fue producido por Oscar Asencio, Mario Maselli y Axel y cuenta con 12 canciones de su autoría. La canción ¿Qué estás buscando? fue el primer sencillo, el cual llegó a los primeros puestos en todas las radios de Latinoamérica.

## Lista de canciones
| Hoy            |                                 |               |  |
| N.º            | Título                          | Duración      |  |
| 1.             | «Tu Amor Por Siempre»           | 4:37          |  |
| 2.             | «Solo Conozco» (Tu Otra Verdad) | 3:26          |  |
| 3.             | «¿Qué Estás Buscando?»          | 3:48          |  |
| 4.             | «Si va a Ser... Será»           | 4:21          |  |
| 5.             | «Miradas»                       | 3:58          |  |
| 6.             | «No Fue Casual»                 | 4:03          |  |
| 7.             | «Ángel Dorado»                  | 3:38          |  |
| 8.             | «Tu Nada o tu Infinito»         | 4:35          |  |
| 9.             | «Mi Querida Princesa»           | 4:19          |  |
| 10.            | «Hoy es Hoy»                    | 4:18          |  |
| 11.            | «Por Eso no Hablo»              | 4:39          |  |
| 12.            | «Margaritas y Rosarios»         | 3:58          |  |
| 13.            | «El Privilegio de Dar»          | 4:58          |  |
| 14.            | «Se Dice Amor» (Bonus Track)    | 3 min. Aprox. |  |
| 56 min. Aprox. |                                 |               |  |

## Sencillos
- ¿Qué estás buscando? (2005)
- Se dice amor (2006)
- Tu amor por siempre (2006)
- Miradas (2006)
- Si va a ser... será (2006)

- Datos: Q5903640